# Parlamento de Singapur
El Parlamento de la República de Singapur y el Presidente conforman conjuntamente la legislatura unicameral de Singapur. El legislativo está basado en el Sistema Westminster, y está compuesto por Miembros del Parlamento (MP), que son electos; y Miembros del Parlamento No Circunscripcionales (NCMP) y Miembros del Parlamento Nominados (NMP), los cuales son designados.

## Historia
Entre 1819, cuando se fundó la moderna Singapur, y 1867, las autoridades legislativas fueron el gobierno británico en la India y el Parlamento del Reino Unido. Después de que los Asentamientos del Estrecho (Malaca, Penang y Singapur) se convirtieran en una colonia de la Corona, esta función fue asumida por el Consejo Legislativo de los Asentamientos, que era un cuerpo no electo. Después de la Segunda Guerra Mundial, los Asentamientos del Estrecho se disolvieron y Singapur se convirtió en una colonia en sí misma con su propio Consejo Legislativo.
En 1948, la Constitución fue enmendada para permitir la elección de seis escaños en el Consejo; las primeras elecciones democráticas del país se llevaron a cabo ese año. Una nueva enmienda en 1955 aumentó el número de escaños electos a 25, y en las elecciones generales que siguieron, el Frente Laborista ganó la mayoría de los escaños y su líder, David Saul Marshall, se convirtió en el primer ministro principal de Singapur. El autogobierno se negoció con la Oficina Colonial en Londres en 1956-1957, y se hizo realidad en 1959.
En las elecciones generales de 1959, el Partido de Acción Popular (PAP) llegó al poder, y su líder Lee Kuan Yew fue elegido primer ministro de Singapur. Singapur se independizó de Gran Bretaña uniéndose a Malasia en 1963, pero se convirtió en una república totalmente independiente el 9 de agosto de 1965. Su Asamblea Legislativa pasó a llamarse Parlamento de Singapur.

## Poderes y funciones
El Presidente del Parlamento tiene la responsabilidad general de la administración del Parlamento y su secretaría, y preside las sesiones parlamentarias. El líder de la cámara es un diputado designado por el primer ministro para organizar los asuntos gubernamentales y el programa legislativo del Parlamento, mientras que el líder no oficial de la oposición es el diputado que lidera el mayor partido de oposición capaz y preparado para asumir el cargo si el gobierno dimite. Sin embargo, en septiembre de 2011, Low Thia Khiang , el Secretario General del Partido de los Trabajadores, que tiene la mayoría de los escaños opositores en el Parlamento, dijo que no aceptaría el título. Parte del trabajo del Parlamento se lleva a cabo seleccionando comités formados por un pequeño número de diputados. Los Comités Selectos Permanentes están constituidos permanentemente para cumplir con ciertos deberes, y periódicamente se establecen Comités Especiales ad hoc para tratar asuntos tales como el estudio de los detalles de los proyectos de ley. Además, los diputados del PAP seleccionados se sientan en los comités parlamentarios del gobierno que examinan las políticas, los programas y la legislación propuesta de los ministerios del gobierno.
Las principales funciones del Parlamento son la elaboración de leyes, el control de las finanzas de la nación y la garantía de la responsabilidad ministerial. El parlamento se reúne cuando está en sesión. La primera sesión de un Parlamento en particular comienza cuando el Parlamento se reúne habiéndose formado después de unas elecciones generales. Una sesión termina cuando el Parlamento se prorroga (se suspende temporalmente) o se disuelve . El mandato máximo de cada Parlamento es de cinco años, después del cual el Parlamento se disuelve automáticamente. Una elección general debe realizarse dentro de tres meses.
El cuórum para una sesión parlamentaria es una cuarta parte del número total de parlamentarios, sin incluir al presidente. Un parlamentario electo comienza un debate presentando una moción y pronunciando un discurso de apertura explicando los motivos de la moción. El orador (o el presidente, si el Parlamento está en comisión) luego presenta la moción en forma de pregunta, y luego otros diputados pueden debatir la moción. Después de eso, puede ejercer un derecho de respuesta. Cuando se cierra el debate, el presidente plantea la cuestión a la moción y pide una votación. La votación generalmente se hace verbalmente, y si la moción se lleva a cabo depende de la evaluación personal del Presidente sobre si han votado más diputados a favor que en contra de la moción. Los votos de los diputados solo se cuentan formalmente si un parlamentario electo reclama una división.
El Parlamento regula sus propios privilegios, inmunidades y poderes. Por ejemplo, la libertad de expresión, el debate y los procedimientos en el Parlamento no pueden ser impugnados ni cuestionados en ningún tribunal u otro lugar fuera del Parlamento. El Parlamento puede castigar a un diputado por actuar de manera deshonrosa, abusar de un privilegio o comportarse despectivamente.
El Parlamento se reunió en la Old Parliament House entre 1955 y 1999, antes de mudarse a un Parlamento recientemente construido el 6 de septiembre de 1999.